# Ottilia Jacobsens Plads
Ottilia Jacobsens Plads er en plads i Carlsberg Byen opkaldt efter Carl Jacobsens hustru Ottilia.
En del pladsen stod færdigt i 2019, mens færdiggøres i 2021. Den forbindes med Bryggernes Plads via gågaden Paulas Passage.